# Sektor Linz

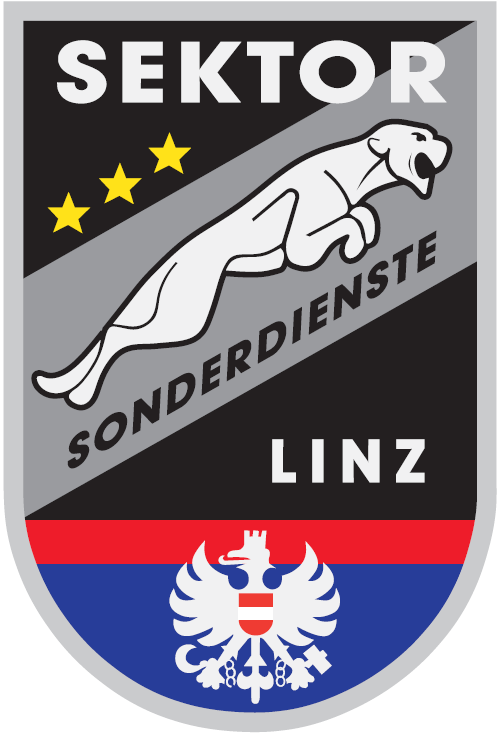
Abzeichen der PI Sonderdienste Linz

Die Polizeiinspektion Linz-Sonderdienste, umgangssprachlich Sektor Linz, ist eine Einheit der österreichischen Bundespolizei. Die PI Sonderdienste – Sektor ist eine Dienststelle der Polizei in Oberösterreich und wird zur Unterstützung der übrigen Streifenbeamten bei bestimmten Amtshandlungen herangezogen, zum Beispiel wenn bei der Festnahme ein erhöhtes Risiko besteht. Der Sektor Linz untersteht dem Stadtpolizeikommando Linz (Landespolizeidirektion OÖ) und ist in der Petzoldstraße stationiert. Das Aufgabengebiet der Einheit ist vergleichbar mit der WEGA Wien.